# 4-デオキシ-L-スレオ-5-ヘキソスロース-ウロン酸ケトールイソメラーゼ
4-デオキシ-L-スレオ-5-ヘキソスロース-ウロン酸ケトールイソメラーゼ(4-deoxy-L-threo-5-hexosulose-uronate ketol-isomerase、EC 5.3.1.17)は、以下の化学反応を触媒する酵素である。
4-デオキシ-L-スレオ-5-ヘキソスロースウロン酸{\displaystyle \rightleftharpoons }3-デオキシ-D-グリセロ-2,5-ヘキソジウロソン酸
従って、この酵素の基質は4-デオキシ-L-スレオ-5-ヘキソスロースウロン酸のみ、生成物は3-デオキシ-D-グリセロ-2,5-ヘキソジウロソン酸のみである。
この酵素は異性化酵素、特にアルドースとケトースを相互変換する分子内酸化還元酵素である。系統名は、N-アシル-D-グルコサミン-6-リン酸 2-エピメラーゼ(4-デオキシ-L-スレオ-5-ヘキソスロース-ウロン酸 アルドース-ケトース-イソメラーゼ)である。この酵素は、ペントース及びグルクロン酸の相互変換に関与する。

## 構造
2007年末時点で、3つの構造が解明されている。蛋白質構造データバンクのコードは、1X8M、1XRU、1YWKである。